# Podolampas
Podolampas es una dinofícea componente del fitoplancton marino, cuyos plastos autofluorescentes son peculiares, pues no son los típicos plastos que se encuentran en otras dinofíceas. Investigaciones ultraestructurales han encontrado en Podolampas, múltiples células endocitobiontes, las cuales provienen de un alga Dictyochophyceae (Ochrophyta) probablemente del orden Pedinellales que es afín a los silicoflagelados, la cual ha conservado plasto, mitocondria, ribosoma, dictiosoma y núcleo.
Las especies donde se ha identificado los endocitobiontes autofluorescentes son P. bipes y P. reticulata.